# Palude di Onara
Palude di Onara este o arie protejată (arie de protecție specială avifaunistică — SPA) din Italia întinsă pe o suprafață de 133 ha, integral pe uscat.

## Localizare
Centrul sitului Palude di Onara este situat la coordonatele 45°37′10″N 11°48′55″E / 45.619398°N 11.81537°E.

## Înființare
Situl Palude di Onara a fost declarat arie de protecție specială avifaunistică în august 1999 pentru a proteja 1 specie de plante și 10 specii de animale.

## Biodiversitate
Situată în ecoregiunea continentală, aria protejată conține 4 habitate naturale: Cursuri de apă de la nivel de câmpie la nivel montan, cu vegetație Ranunculion fluitantis și Callitricho-Batrachion, Pajiști cu Molinia pe soluri calcaroase, turboase sau argilos-nămoloase (Molinion caeruleae), Mlaștini alcaline, Mlaștini calcaroase cu Cladium mariscus și specii de Caricion davallianae.
La baza desemnării sitului se află mai multe specii protejate:
- plante (1): Euphrasia marchesettii
- păsări (5): pescăruș albastru (Alcedo atthis), stârc roșu (Ardea purpurea), erete de stuf (Circus aeruginosus), stârc pitic (Ixobrychus minutus), stârc de noapte (Nycticorax nycticorax)
- amfibieni (2): Rana latastei, Triturus carnifex
- nevertebrate (1): fluturele purpuriu (Lycaena dispar)
- pești (2): Cobitis bilineata, Sabanejewia larvata

Pe lângă speciile protejate, pe teritoriul sitului au mai fost identificate 13 specii de plante, 3 specii de mamifere, 1 specie de reptile.